# 箱根野青茅
箱根野青茅（学名：Deyeuxia hakonensis）为禾本科野青茅属下的一个种。

## 扩展阅读
- 維基物種上的相關：箱根野青茅